# Kult (zespół muzyczny)
Kult – polski zespół muzyczny, grający głównie rock alternatywny, założony w 1982 w Warszawie przez Kazika Staszewskiego i Piotra Wieteskę, na bazie zespołu Novelty Poland.
Muzyka Kultu ma swoje korzenie w punku i nowej fali, wykorzystuje też elementy rocka psychodelicznego, a nawet jazzu. Od początków istnienia grupa wyróżnia się charakterystycznym, rozpoznawalnym brzmieniem klawiszy i instrumentów dętych, a także głosem i często prowokacyjnymi tekstami wokalisty Kazika Staszewskiego. Zespół zasłynął atmosferą tworzoną na koncertach oraz niekonwencjonalnym przesłaniem piosenek. W latach 80. duży wpływ na teksty Kultu miało zainteresowanie Staszewskiego i pozostałych członków zespołu Biblią (dwóch członków zespołu – Piotr Wieteska oraz Jacek Szymoniak – zostało Świadkami Jehowy); utwory zespołu z tego okresu uderzały w „system” rozumiany jako konglomerat socjalistycznego aparatu państwowego, Kościoła katolickiego i narodowych tradycji. W latach 90. Kult równie ostro rozprawiał się z „systemem” opartym – według niego – na władzy pseudodemokratów, klerykałów i wielkich korporacji finansowych.

## Historia

### Początki
Kult powstał na początku 1982 na bazie zespołów Poland (1979–1981) oraz Novelty Poland (1981), a do pierwszego składu weszli: Kazik Staszewski (Poland, Novelty Poland), Piotr Wieteska (Poland), Tadeusz Bagan (Novelty Poland) i Dariusz Gierszewski (Poland, Novelty Poland). Pomysłodawcą nazwy „Kult” był Tomasz Hornung (Novelty Poland). Przez pierwsze pół roku od uformowania składu grupa kompletowała swój repertuar, a pierwszym numerem, który nagrali, była „Krew Boga”. 7 lipca 1982 w studenckim klubie „Remont” w Warszawie zagrali swój pierwszy koncert, na który sprzedano 14 biletów.
Po premierowym koncercie miejsce Gierszewskiego za perkusją zajął Norbert Kozakiewicz, a drugim gitarzystą został Alek Januszewski. Wkrótce Januszewski i Bagan opuścili zespół, po czym założyli własną grupę Totentanz. Jednocześnie do składu Kultu na kilka miesięcy dołączył Piotr Morawiec, jednak jego miejsce w listopadzie 1982 zajął Janusz Grudziński, który grał na fortepianie i wiolonczeli. W pierwszej połowie lat 80. jeden koncert z Kultem zagrał, w charakterze gitarzysty, Piotr Klatt. W tym okresie z zespołu odszedł Kozakiewicz, ponieważ urodziło mu się dziecko.
Kult w trzyosobowym składzie (Staszewski, Grudziński, Wieteska) napisał m.in. piosenki „Wspaniała nowina”, „Hej, czy nie wiecie” i „Religia wielkiego Babilonu”, które w kolejnych latach trafiły na pierwsze dwie płyty zespołu. Jesienią 1983 muzycy zostali laureatami 4. Festiwalu Nowej Fali w Toruniu. Niedługo później do składu dołączyli klawiszowiec Jacek Szymoniak i perkusista Tadeusz Kisieliński, i w takim składzie zrealizowali pierwsze nagrania studyjne. W 1984 zagrali na festiwalu Róbrege oraz nagrali demo z piosenkami: „Berlin”, „Ostatnia wojna”, „Wódka”, „Krew Boga” i „Venom”. Ostatni utwór (pod nowym tytułem – „Piosenka młodych wioślarzy”) został umieszczony na składance Tonpressu pt. Jeszcze młodsza generacja, a nakręcony do niego teledysk emitowano w telewizji (m.in. w programie Wideoteka). Dzięki zdobytej w ten sposób rozpoznawalności Kult, wcześniej występujący jedynie w warszawskim „Remoncie” i toruńskiej „Od nowie”, zaczął otrzymywać propozycje grania koncertów w całej Polsce. Ówczesnym menedżerem zespołu był Robert Witkowski.

### Debiut fonograficzny
Po podpisaniu kontraktu z wytwórnią Tonpress wydali (w nakładzie 1,8 tys. sztuk) swój debiutancki singiel „Piloci / Do Ani”, a drugi z utworów stał się hitem i dotarł m.in. do pierwszego miejsca na Liście przebojów Programu Trzeciego. Na początku 1986 z zespołu odeszli Jacek Szymoniak i Piotr Wieteska, a nowym liderem Kultu został Kazik Staszewski, który zaprosił do formacji basistę Ireneusza Wereńskiego i saksofonistę Pawła Szanajcę. Latem odbyli pierwszą próbę w nowym składzie i stworzyli utwór „Polska”. W lipcu wystąpili w koncercie „Rock Opole” towarzyszącym 23. Krajowemu Festiwalowi Piosenki Polskiej w Opolu. We wrześniu nagrali materiał na swój pierwszy album, nazwany po prostu Kult, który wydali czerwcu 1987. Zaprezentowali na nim utwory łączące brzmienia nowej fali z funkiem, afro i reggae. Na płycie umieścili m.in. przeboje: „Krew Boga”, „O Ani” czy „Wspaniała nowina”, a także piosenki „Narodzeni na nowo”, „Zabierz mu wszystko” i „Mędracy”, do których Staszewski napisał teksty inspirowane filozofią Nowego Testamentu. Repertuar z albumu w dużym stopniu zależał od aparatu cenzury, po której interwencji Kult zrezygnował z publikacji kilku piosenek, m.in. „Polska”, „Wódka” i „Hej, czy nie wiecie”.
Po wydaniu debiutanckiej płyty rozpoczęli pracę nad nowym materiałem. Zainspirowani twórczością grup Spear of Destiny i Fun Boy Three, do swojej muzyki wprowadzili silną sekcję dętą. W sierpniu 1987 wystąpili na festiwalu w Jarocinie, na którym zagrali sześć numerów, w tym trwający ponad 20 minut „Tan”. Dwa miesiące później nakładem Klubu Płytowego „Razem” wydali album pt. Posłuchaj to do ciebie, na którym umieścili m.in. piosenki „Wódka” (ale pod zmienionym tytułem – „Na całym świecie źle się dzieje, koledzy”) i „Hej, czy nie wiecie”; oba utwory pół roku wcześniej zostały odrzucone przez cenzurę. Nad płytą pracowali z Kostkiem Joriadisem, który z uwagi na znaczny wkład w aranżacje został dopisany do listy współkompozytorów piosenek.
W tym okresie Kult grał regularne koncerty w warszawskim klubie „Hybrydy”. Niedługo później z zespołu odeszli Paweł Szanajca i Tadeusz Kisieliński, którzy przeszli do grupy Izrael, wrócił za to Piotr Morawiec. W grudniu 1988 zespół w odświeżonym składzie nagrał i wydał psychodeliczny album pt. Spokojnie, zarejestrowany w poznańskim studiu „Giełda” z gościnnym udziałem Szanajcy i Sławomira Pietrzaka, nowego sesyjnego gitarzysty Kultu. Na płycie umieścili m.in. utwór „Arahja”, który stał się jednym z największych przebojów Kultu, a także piosenkę „Do Ani”.
Jeszcze w 1988 zagrali dwa pożegnalne koncerty, po czym zawiesili działalność Kultu. W tym okresie Robert Witkowski zakończył współpracę menedżerską z zespołem, a Kazik Staszewski wyleciał do Londynu w celach zarobkowych, jednak po niespełna czterech miesiącach wrócił do Polski i reaktywował Kult z odświeżonym składem, w którym znaleźli się gitarzysta Rafał Kwaśniewski (na miejsce Morawca, który wyemigrował do Londynu) i perkusista Piotr Falkowski. W 1989 nakładem wytwórni Arston wydali album pt. Kaseta, którego nagranie sfinansował Staszewski. Na płycie umieścili rockowy repertuar, m.in. przebój „Po co wolność”. W latach 80. odbyli również trasę koncertową z zespołami KSU, Milion Bułgarów, Moskwa, Róże Europy i Variété.
Wiosną 1989 wystąpili na koncercie wyborczym Waldemara Fydrycha, szefa Pomarańczowej Alternatywy. Kilka miesięcy później miejsce Rafała Kwaśniewskiego w zespole zajął Mariusz Majewski, a do składu Kultu wrócił Piotr Morawiec. Jeszcze w tym samym roku muzycy wydali swój pierwszy album koncertowy pt. Tan, na którym umieścili materiał zarejestrowany podczas pożegnalnych koncertów z 1988, a także wcześniej niepublikowane utwory. W grudniu 1989 przez sześć tygodni przebywali w Brazylii na zaproszenie agencji „Homem de Ferro”, która zorganizowała im kilka koncertów dla tamtejszej Polonii. W trakcie pobytu w kraju zagrali w spocie reklamowym tamtejszego banku stanowego Parana. Pod koniec lat 80. menedżerem Kultu był Marek Jaszczur.

### Lata 90.
Latem 1990 zakończyli współpracę z Markiem Jaszczurem, a ich menedżerką została Katarzyna Przygoda. Po podpisaniu kontraktu z wytwórnią Zic Zac w 1991 wydali, kolejny sfinansowany przez Staszewskiego, rockowy album pt. 45–89. Umieścili na nim przebój „Totalna militaryzacja” z pacyfistycznym przesłaniem oraz tytułową piosenkę, opisującą minioną epokę socjalizmu za pomocą fragmentów autentycznych przemówień partyjnych dygnitarzy (Władysława Gomułki, Edwarda Gierka i Wojciecha Jaruzelskiego), które zostały nałożone na podkład muzyczny. Utwór „45–89” zyskał dużą popularność w rozgłośniach radiowych, szczególnie w Radiu Zet i Trójce. Jeszcze w 1991 wystąpili na festiwalu w Jarocinie, odbyli trasę koncertową po Czechosłowacji (jako support zespołu Dunaj) oraz, ponownie nakładem Zic Zaca, wydali album pt. Your Eyes, którym powrócili do punkowych brzmień. Płytę nagrali m.in. z udziałem Janusza Grudzińskiego (który na etapie pisania piosenek przebywał we Francji) oraz z nowym członkiem Kultu, Krzysztofem Banasikiem, który grał na waltorni i gitarze. Na albumie umieścili m.in. piosenki: „Parada Wspomnień” o stanie wojennym i antyklerykalna „Zgroza”.
W latach 90. z zespołem współpracował menedżer i promotor Andrzej Bączyński, grupa ponadto podpisała kontrakt z wytwórnią S.P. Records Sławomira Pietrzaka oraz przeniosła próby z „Hybryd” do warszawskiej „Stodoły”. W 1993 w odświeżonym składzie (do grupy dołączył perkusista Andrzej Szymańczak) nagrali i wydali album pt. Tata Kazika, na którym umieścili swoje interpretacje piosenek Stanisława Staszewskiego, ojca Kazika Staszewskiego. Płyta została ciepło przyjęta przez słuchaczy i odniosła sukces komercyjny, rozchodząc się w nakładzie ponad 700 tys. egzemplarzy, a w stacjach radiowych była promowana utworem „Baranek”. W tym samym roku ukazała się reedycja płyty pt. Spokojnie, wzbogacona o „Czarne słońca”, piosenkę napisaną przez Kult do filmu o tym samym tytule w reżyserii Jerzego Zalewskiego.
Wiosną 1994 odbyli trasę koncertową dla amerykańskiej Polonii, dla której przez dwa tygodnie występowali w Chicago i New Jersey. Po powrocie z USA nagrali, a w październiku wydali album pt. Muj wydafca, na którym umieścili m.in. utwory: „Dziewczyna o perłowych włosach” (cover piosenki zespołu Omega „Gyöngyhajú lány”) i „Pasażer” (cover piosenki Iggy’ego Popa „The Passenger”) oraz nową wersję „Piosenki młodych wioślarzy”. W 1995 do zespołu powrócił Piotr Wieteska, tym razem w charakterze nowego menedżera, zajmując miejsce Katarzyny Przygody. Jesienią i zimą 1995 nagrali, a w 1996 wydali album pt. Tata 2, stanowiący drugi zbiór piosenek Stanisława Staszewskiego, ale też śpiewane wersje wierszy Konstantego Ildefonsa Gałczyńskiego, które wykonywał ojciec Kazika Staszewskiego. Album, promowany utworem „Kochaj mnie, a będę twoją” (nagranym z gościnnym udziałem Violetty Villas), rozszedł się w nakładzie ponad 100 tys. egzemplarzy.
W 1998 do składu dołączył trębacz Janusz Zdunek, z którym nagrali i wydali album pt. Ostateczny krach systemu korporacji, promowany przebojami: „Panie Waldku, Pan się nie boi czyli lewy czerwcowy”, „Gdy nie ma dzieci”, „Dziewczyna bez zęba na przedzie” i „Komu bije dzwon”. Ostatni z utworów zadedykowali Andrzejowi Szymańczakowi, perkusiście Kultu, który zmarł poprzez zadławienie się gumą do żucia podczas snu, choć pośrednią przyczyną jego śmierci były narkotyki. Nowym perkusistą Kultu został Tomasz Goehs z formacji Kazik na Żywo. W 1998 zespół opuścił Janusz Grudziński, którego miejsce zajął Jacek Rodziewicz, z zawodu konserwator zabytków. W 1997 muzycy uczestniczyli w tworzeniu pierwszej składanki Muzyka Przeciwko Rasizmowi firmowanej przez Stowarzyszenie „Nigdy Więcej” oraz zagrali pierwszą Pomarańczową trasę po Polsce, którą to od tamtej pory zaczęli odbywać rokrocznie w okresie jesiennym. W 1999 Grudziński wrócił do składu.

### Lata 2000.
W 2001 nagrali i wydali dwupłytowy album pt. Salon Recreativo, na którym umieścili premierowy materiał i swoje stare piosenki w nowych aranżacjach. Album promowali singlem „Brooklyńska Rada Żydów”, do którego zrealizowali teledysk. Media obawiały się emitowania tej piosenki, choć odnosiła się ona w tekście z życzliwością do Żydów, a MTV Polska zakazała emisji teledysku do utworu.

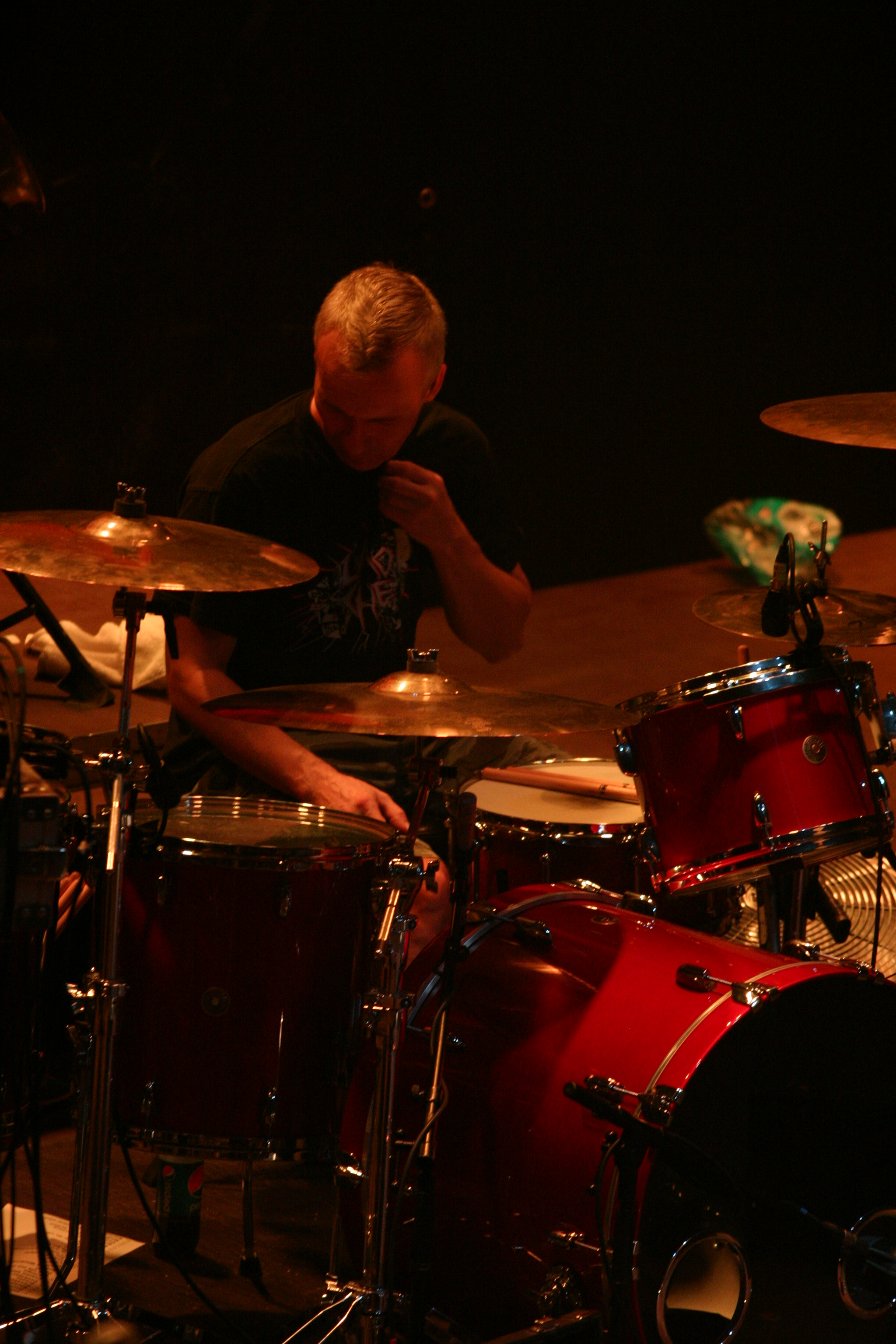
Tomasz Goehs, 2014

W maju 2003 do zespołu dołączył saksofonista Tomasz Glazik. 5 grudnia 2005 ukazał się nowy album Kultu pt. Poligono Industrial, który został wydany w dwóch wersjach: standardowej i rozszerzonej o dodatkową płytę DVD z dziesięcioma teledyskami zespołu. Singlami z albumu były „Kocham cię a miłością swoją” oraz „Pan Pancerny”, który poruszał tematy religijne. Album już w pierwszym miesiącu sprzedaży osiągnął status złotej płyty. Sami muzycy, jak później przyznawali, nie do końca byli z niego zadowoleni, zwłaszcza że nagrywali go w atmosferze konfliktu (głównie między Banasikiem a Staszewskim). 6 marca 2008 Krzysztof „Banan” Banasik opuścił Kult, a do zespołu dołączyli Wojciech Jabłoński (gitara) i Jarosław Ważny (puzon). Miesiąc później zagrali trasę koncertową po Czechach z Danielem Landą.
Jeszcze w 2007 zaczęli pracować nad nowym wydawnictwem o roboczym tytule Concentrazion Gigantica. Album pt. Hurra! wydali w 2009 i promowali go singlami: „Marysia” i „Amnezja”. Album osiągnął status podwójnie platynowej płyty za sprzedaż w nakładzie ponad 60 tys. egzemplarzy. Płytę uzupełniał suplement Karinga – Hurra! Suplement. 5 lipca 2007 roku w Programie Trzecim Polskiego Radia odbył się jubileuszowy koncert na 25-lecie Kultu. Koncert trwał ponad trzy godziny i był transmitowany przez Trójkę.

### Lata 2010–2019
22 września 2010 w warszawskim Och-Teatrze Kult zagrał akustyczny koncert dla telewizji MTV, który został zarejestrowany i wydany w listopadzie tego samego roku na płycie pt. MTV Unplugged. Album został sprzedany w ponad 60 tys. nakładzie i w ponad 10 tys. egzemplarzy na płytach DVD i blu-ray, a sprzedaż wszystkich nośników w poszczególnych zestawach przekroczyła 200 tys., za co muzycy odebrali certyfikat diamentowej płyty. W 2011 odbyli europejską trasę koncertową, która obejmowała występy dla Polonii w Bristolu, Londynie, Hadze, Paryżu i Luksemburgu. Zagrali też kilka tras koncertowych pod hasłem Kult Unplugged. W maju 2013 wydali album pt. Prosto, który uzyskał status złotej płyty. Płytę promowali utworem „Układ zamknięty”, który nagrali na potrzeby ścieżki dźwiękowej do filmu Ryszarda Bugajskiego o tym samym tytule.
W październiku 2016 wydali album Wstyd, a do piosenki tytułowej nakręcili teledysk w stylu 360 stopni. W grudniu wydali minialbum pt. Wstyd. Suplement 2016.
W 2019 wystąpili na 25. Pol’and’Rock Festival. We wrześniu 2020 z zespołu odeszli Tomasz Glazik i klawiszowiec Janusz Grudziński, a ich miejsca w składzie zajęli Mariusz Godzina (saksofony) i Konrad Wantrych (instrumenty klawiszowe). 6 listopada ukazał się album koncertowy Kultu zawierający materiał zarejestrowany w trakcie występu zespołu na Pol’And’Rock Festival 2019.

### Od 2020
W 2021 roku zespół wydał album Ostatnia płyta. W 2023 roku zespół ogłosił wydanie czteropłytowego wydawnictwa podsumowującego jego 41-letnią działalność. Wydawnictwo zatytułowane XLI będzie zawierało cztery płyty, z których każda będzie poświęcona innemu okresowi w historii zespołu.
Zespół nadal aktywnie koncertuje w ramach trasy Akustik i Pomarańczowej oraz koncertów okazjonalnych. Po 2020 roku zespół zagrał kilka zagranicznych koncertów m.in. w Nowym Jorku, Chicago, Londynie, Oslo, Berlinie, Hadze.

## Wpływ na popkulturę
O Kaziku i Kulcie opowiadają książki Leszka Gnoińskiego Kult Kazika (wyd. 2000) oraz Wiesława Weissa Kult. Biała księga (wyd. 2009 i uaktualnione wyd. 2017), zawierająca m.in. teksty i historię powstania wszystkich piosenek zespołu.

## Muzycy
Obecny skład zespołu

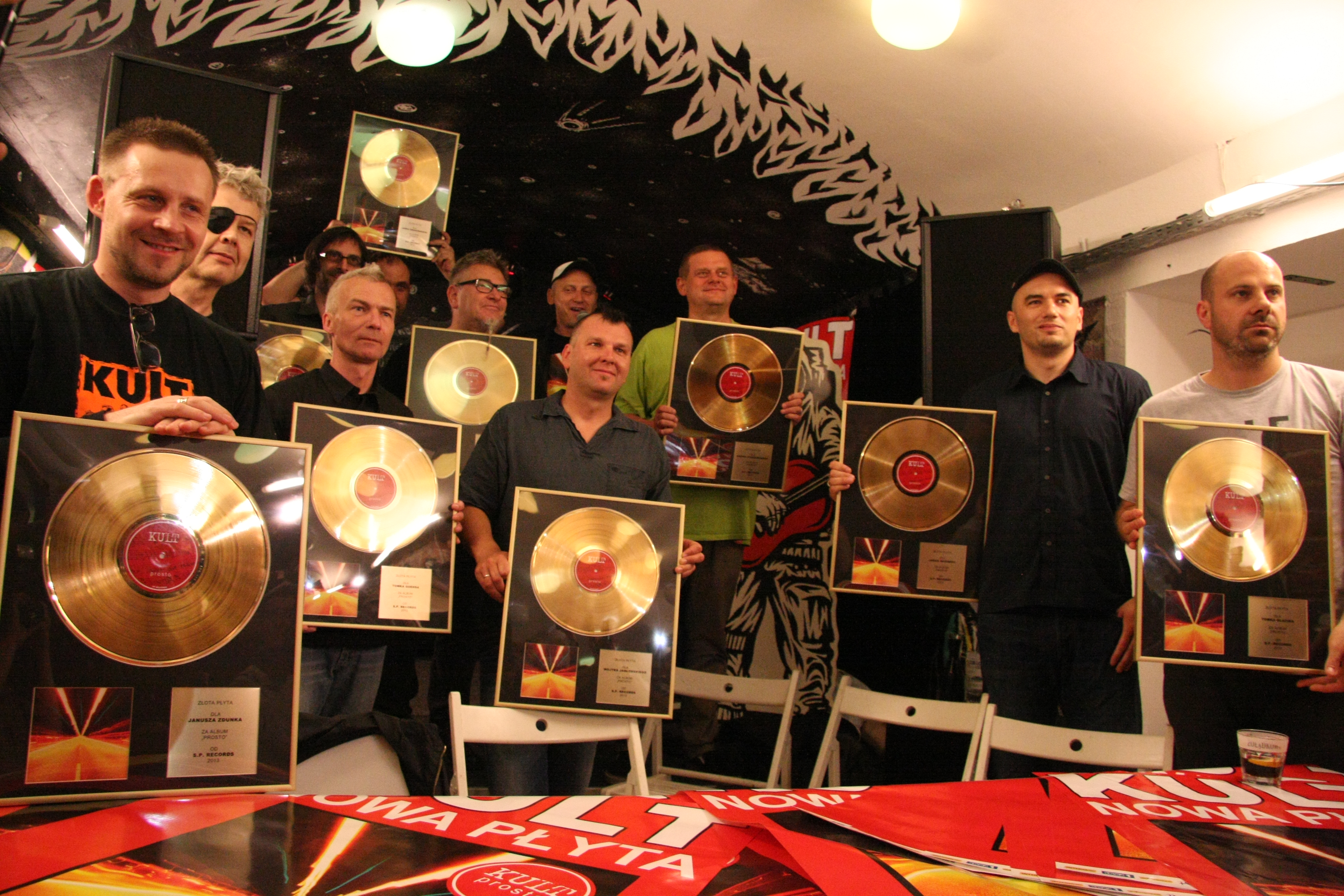
Członkowie zespołu ze złotymi płytami za album „Prosto” w czasie podpisywania płyty 10 czerwca 2013 roku w warszawskim klubie Kosmos Kosmos

- Kazimierz Staszewski – teksty, śpiew, saksofony, sampler (od 1982)
- Ireneusz Wereński – gitara basowa (od 1986)
- Tomasz Goehs – perkusja, instrumenty perkusyjne (od 1998)
- Janusz Zdunek – trąbka (od 1998)
- Wojciech Jabłoński – gitary (od 2008)
- Jarosław Ważny – puzon (od 2008)
- Mariusz Godzina – saksofony (od 2020)[70]
- Konrad Wantrych – instrumenty klawiszowe (od 2020)[71]

## Dyskografia

### Albumy studyjne
| 1987                                                                   | Kult - Data: 8 czerwca 1987 - Wydawca: Polton, S.P. Records                                    | –  |                        |
| 1987                                                                   | Posłuchaj to do ciebie - Data: 4 października 1987 - Wydawca: Klub Płytowy Razem, S.P. Records | 13 |                        |
| 1988                                                                   | Spokojnie - Data: 4 grudnia 1988 - Wydawca: Polton, S.P. Records                               | –  |                        |
| 1989                                                                   | Kaseta - Data: 1989 - Wydawca: Arston, S.P. Records                                            | 7  |                        |
| 1991                                                                   | 45–89 - Data: luty 1991 - Wydawca: Arston, Bogdan Studio, S.P. Records                         | 12 |                        |
| 1991                                                                   | Your Eyes - Data: wrzesień 1991 - Wydawca: Zic Zac, S.P. Records                               | –  |                        |
| 1993                                                                   | Tata Kazika - Data: 29 kwietnia 1993 - Wydawca: S.P. Records                                   | –  | - złota płyta          |
| 1994                                                                   | Muj wydafca - Data: 1 października 1994 - Wydawca: S.P. Records                                | 17 |                        |
| 1996                                                                   | Tata 2 - Data: 1 marca 1996 - Wydawca: S.P. Records                                            | 13 |                        |
| 1998                                                                   | Ostateczny krach systemu korporacji - Data: 4 maja 1998 - Wydawca: S.P. Records                | –  | - POL: platynowa płyta |
| 2001                                                                   | Salon Recreativo - Data: 1 października 2001 - Wydawca: S.P. Records                           | 1  |                        |
| 2005                                                                   | Poligono Industrial - Data: 5 grudnia 2005 - Wydawca: S.P. Records                             | 1  | - POL: złota płyta     |
| 2009                                                                   | Hurra! - Data: 28 września 2009 - Wydawca: S.P. Records                                        | 1  | - POL: platynowa płyta |
| 2013                                                                   | Prosto - Data: 13 maja 2013 - Wydawca: S.P. Records                                            | 1  | - POL: platynowa płyta |
| 2016                                                                   | Wstyd - Data: 14 października 2016 - Wydawca: S.P. Records                                     | 1  | - POL: platynowa płyta |
| 2016                                                                   | Wstyd. Suplement 2016 - Data: 2 grudnia 2016 - Wydawca: S.P. Records                           | 16 |                        |
| 2021                                                                   | Ostatnia płyta - Data: 28 maja 2021 - Wydawca: S.P. Records                                    | 1  | - POL: złota płyta     |
| „–” pozycja nie była notowana. Notowanie OLiS obowiązuje od 2000 roku. |                                                                                                |    |                        |

### Albumy kompilacyjne
| Rok  | Tytuł                                                                | Pozycja na liście | Certyfikat         |
| Rok  | Tytuł                                                                | POL               | Certyfikat         |
| ---- | -------------------------------------------------------------------- | ----------------- | ------------------ |
| 2023 | XLI – [Płyta K] - Data: 14 kwietnia 2023 - Wydawca: S.P. Records     | 3                 | - POL: złota płyta |
| 2023 | XLI – [Płyta U] - Data: 10 lipca 2023 - Wydawca: S.P. Records        | 1                 | - POL: złota płyta |
| 2023 | XLI – [Płyta L] - Data: 25 października 2023 - Wydawca: S.P. Records | 4                 | - POL: złota płyta |
| 2023 | XLI – [Płyta T] - Data: 16 grudnia 2023 - Wydawca: S.P. Records      | 1                 | - POL: złota płyta |

### Albumy koncertowe
| Rok                                                               | Tytuł                                                                                         | Pozycja na liście | Certyfikat             |
| Rok                                                               | Tytuł                                                                                         | POL               | Certyfikat             |
| ----------------------------------------------------------------- | --------------------------------------------------------------------------------------------- | ----------------- | ---------------------- |
| 1989                                                              | Tan - Data: 1989 - Wydawca: Polton, S.P. Records                                              | –                 |                        |
| 2010                                                              | MTV Unplugged – Kult - Data: 29 listopada 2010 - Wydawca: S.P. Records                        | 1                 | - diamentowa płyta     |
| 2017                                                              | Made in Poland - Data: 8 września 2017 - Wydawca: S.P. Records                                | 2                 | - POL: złota płyta     |
| 2017                                                              | Made in Poland II - Data: 15 grudnia 2017 - Wydawca: S.P. Records                             | 44                |                        |
| 2020                                                              | Live Pol’and’Rock Festival 2019 - Data: 6 listopada 2020 - Wydawca: S.P. Records, Złoty Melon | 1                 | - POL: platynowa płyta |
| 2025                                                              | Kult Tenerife 29.11.2024 - Data: 27 czerwca 2025 - Wydawca: S.P. Records                      | 1                 |                        |
| „–” pozycja nie była notowana. Notowanie OLiS obowiązuje od 2000. |                                                                                               |                   |                        |

### Single
| Rok                            | Tytuł                                              | Pozycja na liście | Pozycja na liście |
| Rok                            | Tytuł                                              | LP3               | SLiP              |
| ------------------------------ | -------------------------------------------------- | ----------------- | ----------------- |
| 1986                           | Piloci / Do Ani                                    | 11/1              | –                 |
| 1990                           | 45–89                                              | –                 | –                 |
| 1998                           | Panie Waldku, Pan się nie boi czyli lewy czerwcowy | 1                 | 6                 |
| 1998                           | Komu bije dzwon                                    | 1                 | 1                 |
| 1998                           | Gdy nie ma dzieci                                  | 1                 | 1                 |
| 1998                           | Dziewczyna bez zęba na przedzie                    | 1                 | 4                 |
| 2001                           | Brooklyńska Rada Żydów                             | 3                 | 8                 |
| 2001                           | Łączmy się w pary, kochajmy się                    | 8                 | 18                |
| 2003                           | Kazelot                                            | –                 | –                 |
| 2005                           | Kocham cię a miłością swoją                        | 4                 | 18                |
| 2006                           | Pan Pancerny                                       | 20                | 20                |
| 2009                           | Marysia                                            | 1                 | 7                 |
| 2010                           | Karinga – Hurra! Suplement                         | 6                 | –                 |
| 2013                           | Prosto                                             | 1                 | –                 |
| 2016                           | Dzisiaj jest mojej córki wesele                    | 5                 | –                 |
| 2017                           | Madryt                                             | 1                 | 28                |
| 2017                           | Wstyd                                              | 2                 | –                 |
| „–” pozycja nie była notowana. |                                                    |                   |                   |

#### Notowane utwory
| Rok  | Tytuł                             | Pozycja na liście |
| Rok  | Tytuł                             | LP3               |
| ---- | --------------------------------- | ----------------- |
| 1985 | Piosenka młodych wioślarzy        | 15                |
| 1987 | Krew Boga                         | 1                 |
| 1987 | Hej, czy nie wiecie               | 1                 |
| 1987 | Whenever I Go I Wanna Go With You | 25                |
| 1988 | Arahja                            | 1                 |
| 1988 | Niejeden                          | 4                 |
| 1989 | Patrz!                            | 7                 |
| 1990 | Oni chcą ciebie                   | 15                |
| 1990 | Wysłannik                         | 16                |
| 1991 | Parada wspomnień                  | 7                 |
| 1991 | Rząd oficjalny (Generał Ferreira) | 1                 |
| 1991 | 6 lat później                     | 3                 |
| 1992 | Marność                           | 5                 |
| 1992 | Polska                            | 4                 |
| 1992 | Czterej głupcy                    | 14                |
| 1992 | Czarne słońca                     | 4                 |
| 1992 | Dziewczyna się bała pogrzebów     | 15                |
| 1993 | Baranek                           | 7                 |
| 1993 | Królowa życia                     | 14                |
| 1993 | Marianna                          | 29                |
| 1994 | Oczy niebieskie                   | 9                 |
| 1994 | Lewe Lewe Loff                    | 11                |
| 1994 | Psalm 151                         | 47                |
| 1995 | Dziewczyna o perłowych włosach    | 21                |
| 1996 | Jeśli zechcesz odejść – odejdź    | 5                 |
| 2006 | Pan Pancerny                      | 20                |
| 2010 | Arahja (Unplugged)                | 3                 |
| 2010 | Amnezja                           | 1                 |
| 2011 | Mieszkam w Polsce (Unplugged)     | 6                 |
| 2013 | Układ zamknięty                   | 1                 |
| 2014 | Dzisiaj jest mojej córki wesele   | 5                 |
| 2014 | Prosto                            | 1                 |
| 2016 | Madryt                            | 1                 |
| 2016 | Wstyd                             | 2                 |

## Teledyski
| Rok  | Tytuł                                                    | Reżyseria                                              | Album                               | Źródło        |
| ---- | -------------------------------------------------------- | ------------------------------------------------------ | ----------------------------------- | ------------- |
| 1985 | „Piosenka młodych wioślarzy”                             | Hubert Taczanowski, Tadeusz Ciesielski                 | Jeszcze młodsza generacja           | , s. 44–45    |
| 1992 | „Czarne słońca”                                          | Jerzy Zalewski                                         | Spokojnie (reedycja z 1993)         | , s. 138      |
| 1993 | „Polska”                                                 | Yach Paszkiewicz                                       | Posłuchaj to do ciebie              | , s. 100      |
| 1993 | „45/89”                                                  | Yach Paszkiewicz                                       | 45–89                               | , s. 100      |
| 1993 | „Czterej głupcy”                                         | Yach Paszkiewicz                                       | Your Eyes                           | , s. 100      |
| 1993 | „Parada wspomnień”                                       | Yach Paszkiewicz, Beata Dunajewska                     | Your Eyes                           | , s. 100, 247 |
| 1993 | „Baranek”                                                | Jerzy Zalewski                                         | Tata Kazika                         | , s. 269      |
| 1993 | „Oczy niebieskie”                                        | Waldemar Szarek                                        | promujący film Oczy niebieskie      | , s. 304      |
| 1994 | „Gaz na ulicach”                                         | –                                                      | Muj wydafca                         | , s. 302      |
| 1996 | „Jeśli zechcesz odejść – odejdź”                         | Łukasz Jankowski                                       | Tata 2                              | , s. 330      |
| 1998 | „Lewy czerwcowy”                                         | Kazik Staszewski                                       | Ostateczny krach systemu korporacji | , s. 362–364  |
| 1998 | „Komu bije dzwon?”                                       | Kazik Staszewski, Piotr Wieteska                       | Ostateczny krach systemu korporacji | , s. 389      |
| 1998 | „Gdy nie ma dzieci”                                      | Sławomir Pietrzak, Aleks Kłoś, Mateusz Szlachtycz      | Ostateczny krach systemu korporacji | , s. 368–370  |
| 1998 | „Dziewczyna bez zęba na przedzie”                        | Sławomir Pietrzak                                      | Ostateczny krach systemu korporacji | , s. 375      |
| 2000 | „Krutkie kazanie na temat jazdy na maxa”                 | Kazik Staszewski                                       | Muj wydafca                         | , s. 312      |
| 2001 | „Brooklińska Rada Żydów”                                 | Sławomir Pietrzak, Kazik Staszewski, Krzysztof Banasik | Salon Recreativo                    | , s. 412–414  |
| 2001 | „Łączmy się w pary, kochajmy się” (wersja zasadnicza)    | Kazik Staszewski                                       | Salon Recreativo                    | , s. 418      |
| 2001 | „Łączmy się w pary, kochajmy się” (wersja homeopatyczna) | Kazik Staszewski                                       | Salon Recreativo                    | , s. 419      |
| 2005 | „Kocham cię a miłością swoją”                            | Sławomir Pietrzak                                      | Poligono Industrial                 | , s. 458–459  |
| 2005 | „Pan Pancerny”                                           | Sławomir Pietrzak, Jacek Kościuszko                    | Poligono Industrial                 | , s. 475      |
| 2009 | „Marysia”                                                | P. Krawczyk, P. Czapla, R. Szermanowicz                | Hurra!                              | [ 148 ]       |
| 2013 | „Układ Zamknięty”                                        | Jacek Kościuszko                                       | Prosto                              | [ 149 ]       |
| 2013 | „Dzisiaj jest mojej córki wesele”                        | Sławomir Pietrzak                                      | Prosto                              | , s. 549      |
| 2013 | „Prosto”                                                 | Janek Pietrzak, Janek Gierach                          | Prosto                              | , s. 553      |
| 2013 | „Dobrze być dziadkiem”                                   | Sławomir Pietrzak                                      | Prosto                              | , s. 554      |
| 2016 | „Madryt”                                                 | Sławomir Pietrzak                                      | Wstyd                               | , s. 571      |
| 2016 | „Wstyd”                                                  | Sławomir Pietrzak                                      | Wstyd                               | , s. 574–575  |
| 2021 | „Wiara”                                                  | Sławomir Pietrzak                                      | Ostatnia płyta                      | [ 153 ]       |
| 2021 | „Chcę miłości”                                           | Wojciech Jabłoński                                     | Ostatnia płyta                      | [ 154 ]       |
| 2021 | „Szok szok disco pop”                                    | Sławomir Pietrzak                                      | Ostatnia płyta                      | [ 155 ]       |
| 2021 | „Rafi”                                                   | Wojciech Jabłoński                                     | Ostatnia płyta                      | [ 156 ]       |
| 2023 | „Arahja”                                                 | Sławomir Pietrzak                                      | The Best of – 30 lat SP Records     | [ 157 ]       |
| 2023 | "Na łódce w Oslo"                                        | Sławomir Pietrzak                                      | XLI płyta T                         | [ 158 ]       |

## Filmy
| Rok  | Tytuł |
| ---- | --- |
| 1993 | Tata Kazika - Wydawca: S.P. Records - Reżyseria: Jerzy Zalewski - Scenariusz: Jerzy Zalewski, Mariusz Kalinowski |
| 2019 | Kult. Film - Wydawca: Filmicon - Reżyseria: Olga Bieniek - Scenariusz: Olga Bieniek, Leszek Gnoiński             |